# いっかくじゅう座T星
いっかくじゅう座T星（いっかくじゅうTせい、T Monocerotis、T Mon）は、太陽系から見ていっかくじゅう座の方向約4,600光年にある恒星で6等星。「古典的セファイド」に分類される脈動変光星で、約27日の周期で5.58等から6.62等の範囲で変光する。

## 物理的特徴
古典的セファイドで黄色超巨星の主星とA型特異星と見られる伴星からなる連星系である。1999年には、ハッブル宇宙望遠鏡と国際紫外線天文衛星 (英: International Ultraviolet Explorer) による観測から、伴星自体が連星系を成す三重連星である可能性も示唆されている。
1872年に、アルゼンチンのコルドバでベンジャミン・グールドによって発見された。1881年、エドワード・ピッカリングはアルゴルに似た変光周期の短い変光星としてケフェウス座δ星、ふたご座ζ星、わし座η星、こと座β星とともにこの星を例に挙げている。19世紀当時は食変光星以外の変光のメカニズムが知られていなかったが、絶えず明るさが変化するという点がアルゴルとは異なることが着目された。20世紀に入った1903年には、イギリスの天文学者アグネス・クラークによって、アルゴルと同じく周期が10日未満と短いが、絶えず明るさが変化している変光星の分類として「セファイド (Cepheids) 」という分類が提案され、いっかくじゅう座T星もセファイドに分類された。これらセファイドの変光が恒星の脈動によって起こるとする説が出されたのは、さらに後年の1914年、ハーロー・シャプレーによってであった。